# Marios Kkaras
Marios Karas (in greco: Μάριος Κκαράς; Famagosta, 24 ottobre 1974) è un allenatore di calcio ed ex calciatore cipriota, di ruolo difensore.

## Carriera

### Club
Ha giocato per diciassette stagioni nella massima serie cipriota con l'Enosis Paralimni, quindi ha chiuso la carriera giocando nell'Ayia Napa (un anno in seconda serie e il successivo il terza serie).

### Nazionale
Ha esordito con la nazionale cipriota nel 2000, anno in cui ha giocato 4 partite.